# Alberico van Monte Cassino
Alberico van Monte Cassino (waarschijnlijk Benevento, ca. 1030? – 1088) was een geestelijke in de Rooms-Katholieke Kerk, een lid van de orde der benedictijnen. Aanvankelijk was hij lid van de monnikenorde der benedictijnen. Alberico verzette zich met succes tegen de leer van Berengarius van Tours, die door de paus als ketters beschouwd werden, verdedigde de maatregelen van paus Gregorius VII tijdens de investituurstrijd, en schreef verscheidene wetenschappelijke en theologische werken, heiligenlevens en dergelijke. Hij is de auteur van De dictamine, de vroegst bekende middeleeuwse verhandeling over de ars dictaminis, ofwel de kunst van het briefschrijven. Veel van zijn eigen brieven zijn te vinden in de werken van Petrus Damianus. Een van zijn leerlingen, Johannes van Gaeta, was de toekomstige paus Gelasius II. Er wordt wel gezegd dat Alberico kardinaal werd, maar voor die bewering is geen bewijs.
- Gemeinsame Normdatei: 100935702
- Library of Congress Control Number: n98038254
- Nationale Bibliotheek van Israël: 987007453007705171
- LIBRIS: 223675
- Virtual International Authority File: 36229172
- WorldCat: E39PBJk8WvQ74JMXFBFdXRhT73